# Sarah Jonker
Pour les articles homonymes, voir Jonker.
Sarah Jonker est une actrice néerlandaise née le 9 juillet 1982 dans l'État de New York. Elle a suivi des cours de théâtre à la Toneelschool de Arnhem.

## Filmographie
- 2001 : Roos en Rana (TV)
- 2002 : Achttien (TV)
- 2004 : Requiem für eine Freundin (TV)
- 2004 : Gebroken rood (TV)
- 2005 : Leef !
- 2006 : Olivier etc.